# Zahnspitze
Zahnspitze är en bergstopp på gränsen mellan Schweiz och Österrike. Toppen på Zahnspitze är 3 096 meter över havet, Zahnspitze ingår i Silvretta Gruppe.
Den högsta punkten i närheten är Fluchthorn, 3 399 meter över havet, norr om Zahnspitze.
Trakten runt Zahnspitze består i huvudsak av kala bergstoppar och isformationer.